# Ерик Ламела
Ерик Мануел Ламела (шп. Erik Manuel Lamela; рођен 4. марта 1992. у Буенос Ајресу, Аргентина) је аргентински фудбалер, који тренутно игра за АЕК.

## Каријера
Рођен је 4. марта 1992. године у Буенос Ајресу. Фудбал је почео да игра у Ривер Плејту. 2004. године, након што се истакао на једном омладинском турниру, Барселона је хтела да га потпише, али тај прелазак се није реализовао, јер су његови родитељи сматрали да је премлад да оде од куће.
За Ривер је дебитовао у јуну 2009. године.
Изборивши се за место у првом тиму Ривера са непуних 19 година, као талентовани млад фудбалер, привукао је пажњу европских клубова, пре свега Атлетико Мадрида. Сезону у којој је почео редовно да игра за Ривер Ламела је окончао са 34 наступа.
Иако Ривер није имао намеру да га одмах прода, испадање у Другу лигу Аргентине и финансијски проблеми довели су до промене те одлуке.
На лето 2011. године Ламела, који је био занимљив великом броју европских клубова, постао је члан Роме, у трансферу вредном 12 милиона евра, са којом је потписао петогодишњи уговор.
Ламелина прва сезона није била обећавајућа, с обзиром да је Рома под Луисом Енрикеом на крају била седма. Ипак, долазак нападачки оријентисаног Земана на клупу Роме следеће сезоне, допринео је да Ламела покаже своје квалитете.
Дана 22. децембра 2012. године постигао је два гола у победи Роме над Миланом. Сезону 2012/13 Ламела је окончао са 15 голова за у Серији А.
Дана 30. августа 2013. године Ламела је прешао из Роме у Тотенхем, за 30 милиона евра.
Дана 7. новембра 2013. године постигао је први гол за Тотенхем, на утакмици Лиге Европе против Шерифа. Прва сезона на острву је била разочаравајућа за Ламелу, јер поред чињенице да није пружао партије као у Роми претходне сезоне, доживео је и повреду леђа због које је задњу утакмицу у сезони одиграо крајем децембра 2013. године.
Дана 23. октобра 2014. је постигао два гола у победи над Астерасом (5:1) у Лиги Европе, од којих се посебно истакао први постигнут рабоном.
Дана 10. децембра 2015. године Ламела је постигао први хет-трик у професионалној каријери, на утакмици Лиге Европе, против Монака (4:1).
Сезону 2015/16 Ламела је окончао са 5 голова на 34 наступа за Тотенхем у Премијер лиги.
У октобру 2016. године, Ламела је на утакмици Лига купа против Ливерпула доживео повреду кука, због које је пропустио остатак сезоне. После операција на оба кука, на терен се вратио тек следеће сезоне, у новембру 2017. године.
У јулу 2018. године, Ламела је потписао нови четворогодишњи уговор са Тотенхемом.
Дана 14. марта 2021. године Ламела је рабоном постигао водећи гол за Тотенхем на гостовању код Арсенала. Тај гол, како се касније испоставило његов једини у првенству те сезоне, проглашен је за гол сезоне у Премијер лиги, а касније је добио и „Пушкаш” награду за 2021. годину.
У јулу 2021. године, након осам година у дресу Тотенхема, Ламела је прешао у Севиљу, као део трансфера Брајана Хила.
Дана 15. августа 2021. године Ламела је на дебију за Севиљу постигао два гола на утакмици против Раја (3:0). У следећем колу, Ламела је голом у судијској надокнади другог полувремена донео три бода Севиљи на гостовању код Хетафеа (1:0).
21. јула 2024. потписао је за АЕК, са којим је закључио трогодишњи уговор.

## Приватни живот
Отац Хозе и мајка Миријам, поред Ерика, имају још два сина Аксела и Брајана.
Од 2010. године је у вези са Софијом Хереро.

## Занимљивости
Ламелин надимак је Коко, тако га је звао брат који није знао да каже Ерик.
Поред Марадоне, док је одрастао идол му је био Зидан.